# Финляндский 8-й стрелковый полк
8-й Финляндский стрелковый полк — воинское формирование, входившее в состав 22-го армейского корпуса.
Старшинство — 31 июля 1877 года.
Полковой праздник — 30 января. Полковой церковью с 1913 года был выборгский храм Трёх Святителей.
Место постоянной дислокации — г. Выборг, Центральные казармы.

## Командиры
- 31.12.1901-19.10.1905 — полковник Рымкевич, Стефан Францевич
- 14.11.1905-20.12.1911 — полковник Киреев, Всеволод Романович
- 24.12.1911-19.01.1915 — полковник (с 31.12.1914 генерал-майор) Добрышин, Александр Фёдорович
- 07.02.1915-04.09.1915 — полковник Иностранцев, Михаил Александрович
- 07.09.1915-17.10.1916 — полковник Попов, Василий Фёдорович
- 24.10.1916-30.07.1917 — полковник Мартынов, Константин Акимович
- xx.xx.1917-xx.xx.1917 — полковник Еленин, Александр Иванович (Гильбих Арвид Эрнестович)